# Wall to Wall
„Wall To Wall” un cântec al artistului american Chris Brown. Acesta a fost lansat ca primul single al albumului Exclusive în SUA, Brazilia și Oceania. Cântecul a devenit cel mai slab poziționalt single al artistului în Billboard Hot 100, ocupând doar poziția cu numărul 79.  Totuși, cântecul a intrat în top 40 în Australia, Brazilia și Noua Zeelandă, în Brazilia ocupând chiar prima poziție.

## Lista melodiilor
- „Wall to Wall” - 3:51

## Remix-uri
- „Wall to Wall” (Remix) (featuring Jadakiss) - 4:03 - Official Remix
- „Wall to Wall” (Mike D Remix) (featuring Elephant Man) - 3:48 - Official Remix
- „Wall to Wall” (Remix) (featuring T.I.)
- „Wall to Wall” (Remix) (featuring Joe Budden)

## Prezența în clasamente
„Wall to Wall” a debutat în Billboard Hot 100 pe locul 96, atingând poziția cu numărul 79 și poziția cu numărul 22 în clasamentul Billboard Hot R&B/Hip-Hop Songs, devenind cel mai slab clasat single al artistului în SUA, singurul care nu a reușit să intre în top 50 în Hot 100 și singurul care nu a ajuns în top 10 în clasamentul R&B. Cu toate acestea, „Wall To Wall” a atins prima poziție în clasamentul din Brazilia.

## Clasamente
| Clasament                            | Poziția maximă | Referință |
| ------------------------------------ | -------------- | --------- |
| U.S. Billboard Hot 100               | 79             | [ 2 ]     |
| U.S. Billboard Hot R&B/Hip-Hop Songs | 22             | [ 3 ]     |
| U.S. Billboard Pop 100               | 32             | [ 4 ]     |
| Australian Singles Chart             | 21             | [ 2 ]     |
| Brazilian Hot 100                    | 1              | [ 5 ]     |
| New Zealand Singles Chart            | 15             | [ 2 ]     |
| German Singles Chart                 | 59             | [ 2 ]     |
| Swiss Singles Chart                  | 87             | [ 2 ]     |
| Irish Singles Chart                  | 47             | [ 2 ]     |
| UK Singles Chart                     | 75             | [ 2 ]     |